# Arsher Ali
Arsher Ali (* 9. April 1984 in Nottingham) ist ein britischer Schauspieler.

## Persönliches
Ali ist von britisch-pakistanischer Herkunft. Er wurde geboren und lebt in Nottingham, wo er als Cricket- und Fußballfan bekannt ist.
Ali ist seit 2010 mit der aus Emmerdale bekannten Schauspielerin Roxy Shahidi verheiratet, die er ein Jahr zuvor kennenlernte. 2018 bekamen sie eine Tochter.

## Karriere
Ali erlangte 2006 seinen Abschluss an der East 15 Acting School der University of Essex. 2005 gewann er dort einen Laurence Olivier Student Award. Danach war er zwei Jahre für die Royal Shakespeare Company in Stratford-upon-Avon tätig.
Bekanntheit erlangte Ali vor der Kamera ab 2010 in der Terrorismussatire Four Lions, in der Fernsehserie Beaver Falls und dem Terrorismusdrama Complicit von 2013, für das er als Auszeichnung eine Goldene Nymphe erhielt. Er sprach sich offen gegen das Typecasting von Schauspielern (mit Hintergrund) aus dem arabischen Raum und mittleren Osten als Terroristen und Böse aus.
2015 spielte er in Arthur & George die reale Person George Edalji, ein Justizopfer, das 1907 von Arthur Conan Doyle rehabilitiert worden war.

## Filmografie (Auswahl)
- 2007: Der Preis des Verbrechens (Trial & Retribution, Fernsehserie, 2 Episoden)
- 2007: Dschihad in der City (Britz, Fernsehfilm)
- 2008: Kommissar Wallander: Mörder ohne Gesicht (Faceless Killers)
- 2010: Four Lions
- 2011: Gerichtsmediziner Dr. Leo Dalton (Silent Witness, Fernsehserie, 8 Episoden)
- 2011–2012: Beaver Falls (Fernsehserie, 12 Episoden)
- 2012: Hochzeitsnacht mit Hindernissen (All in Good Time)
- 2013: Complicit (Fernsehfilm)
- 2013: The Guilty (Miniserie, 3 Episoden)
- 2014: The Missing (Fernsehserie, 7 Episoden)
- 2015: Arthur & George (Miniserie, 3 Episoden)
- 2015: A Patch of Fog
- 2015: Remainder
- 2015: Doctor Who (Fernsehserie, 2 Episoden)
- 2016: Line of Duty (Fernsehserie, 4 Episoden)
- 2016: The Darkest Universe
- 2017: The Ritual
- 2017–2018: Ackley Bridge (Fernsehserie, 9 Episoden)
- 2018: To Provide All People (Fernsehfilm)
- 2018: Hang Ups (Fernsehserie, 2 Episoden)
- 2018: Been So Long
- 2018: Informer (Fernsehserie, 5 Episoden)
- 2019: The Flood
- 2020: Cold Courage (Fernsehserie, 8 Episoden)
- 2021: Die Ausgrabung (The Dig)
- 2022: The Fear Index (Fernsehserie, 4 Episoden)
- seit 2023: Everyone Else Burns (Fernsehserie)
- seit 2023: Funny Woman (Fernsehserie)
- 2023: Top Boy (Fernsehserie, 1 Episode)

## Auszeichnung
- 2013: Festival de Télévision de Monte-Carlo: Goldene Nymphe als Herausragender Schauspieler in einem Fernsehfilm für Complicit